# Germánico (ópera)
Germánico (título original en alemán), Germanicus es una ópera con música de Georg Philipp Telemann y libreto en alemán de la poetisa Christine Dorothea Lachs, cuarta hija de Nicolaus Adam Strungk de Dresde. La ópera fue escrita en 1704 y revisada en 1710.
La trama se refiere al general romano Germánico. La ópera se creyó perdida hasta que se descubrieron 45 arias en un archivo de Fráncfort por el doctor Michael Maul. La ópera se estrenó con texto hablado entre arias en el Bachfest Leipzig de 2007 y en el Festival Telemann de Magdeburgo de 2010 con el director Gotthold Schwarz (de). Se lanzó una grabación por parte de cpo en 2011.